# 帕爾默地
71°30′S 065°00′W / 71.500°S 65.000°W

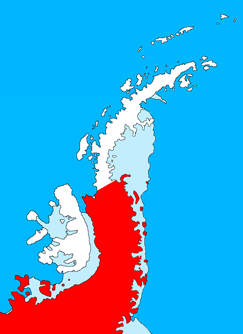
帕爾默地

帕爾默地（英語：Palmer Land）是南極半島的一部分，北面是葛拉漢地，該地區在公元1820年左右發現，英國、阿根廷和智利均宣稱擁有該地區的主權。